# Мэсси, Илона
Илона Мэсси (англ. Ilona Massey, урождённая Илона Хаймаши (венг. Hajmássy Ilona), 16 июня 1910 — 20 августа 1974) — американская актриса венгерского происхождения.

## Биография
Родилась в Будапеште в бедной семье. Её отец, оставшийся после Первой мировой войны инвалидом, был наборщиком в типографии и не мог обеспечить семью большими доходами. Свою трудовую деятельность Мэсси начала в детстве в качестве ученицы портнихи и все свои небольшие заработки откладывала на уроки пения в надежде в будущем стать певицей. Занявшись в дальнейшем также и танцами, она в итоге получила место в кордебалете Венской государственной оперы. В 1935 году её пригласила на небольшие роли в двух музыкальных венгерских фильмах, с чего и началась её профессиональная актёрская карьера.
Спустя пару лет Мэсси покинула Венгрию и обосновалась в США, где продолжила актёрскую карьеру. Первые свои роли в Голливуде она сыграла в мюзиклах «Розали» (1937) и «Балалайка» (1939). Всего в США актриса появилась в одиннадцати фильмах, среди которых «Франкенштейн встречает человека-волка» (1943) и «Счастливая любовь» (1949). В 1943 году она выступила на Бродвее в возрождённом ревю «Безумства Зигфелда». С начала 1950-х годов Мэсси переместилась на радио и телевидение, где продолжала работать до конца десятилетия.
На протяжении многих лет Илона Мэсси придерживалась антикоммунистических взглядов, особенно после прихода к власти в её родной Венгрии компартии. В 1956 году она участвовала в пикете возле ООН в Нью-Йорке по случаю приезда Никиты Хрущёва.
Актриса четыре раза была замужем. Её четвёртым супругом был Дональд Доусон, генерал-майор и помощник президента Гарри Трумэна, за которого она вышла в 1955 году. Илона Мэсси умерла от рака в городе Бетесда, штат Мэриленд, в августе 1974 года и как супруга военного была похоронена на Арлингтонском кладбище в Вашингтоне. Её вклад в американский кинематограф отмечен звездой на Голливудской аллее славы.